# Photolithographe
Photolithographe est un métier aujourd'hui disparu du domaine prépresse (repro) dans l'industrie graphique (se disait aussi photograveur en rapport à l'ancien métier lié à la typographie) qui consistait à la préparation des clichés pour une restitution fidèle des images en regard des impératifs d'impression (offset, sérigraphie, flexographie, héliogravure) et clients. 
Métiers parents : retoucheur en héliogravure, retoucheur d'images.